# Nijmegen Lent vasútállomás
Nijmegen Lent vasútállomás vasútállomás Hollandiában, Nijmegen városában.

## Vasútvonalak
Az állomást az alábbi vasútvonalak érintik:
- Arnhem–Nijmegen-vasútvonal

## Kapcsolódó állomások
A vasútállomáshoz az alábbi állomások vannak a legközelebb:
- Elst vasútállomás
- Nijmegen vasútállomás